# Lapainzgraben
Der Lapainzgraben ist ein Meliorationsgraben und rechter Zufluss des Priorgrabens in Brandenburg.
Der Graben beginnt südlich des Gemeindezentrums von Kolkwitz und verläuft auf einer Länge von rund zwei Kilometern in nordnordwestlicher Richtung. Er entwässert dabei landwirtschaftlich genutzte Flächen, in denen zu einer früheren Zeit Torf abgebaut wurde und die mittlerweile zum Teil unter Naturschutz stehen. Anschließend zweigt er rund 380 m in südwestlicher Richtung ab und entwässert nach rund 450 m in nordwestlicher Richtung südlich des Glinziger Teich- und Wiesengebietes in den Priorgraben.